# Dedkovo
Dedkovo este o arie protejată (arie specială de conservare — SAC, sit de importanță comunitară — SCI) din Slovacia întinsă pe o suprafață de 15,5 ha, integral pe uscat.

## Localizare
Centrul sitului Dedkovo este situat la coordonatele 48°46′21″N 19°03′36″E / 48.77249°N 19.060023°E.

## Înființare
Situl Dedkovo a fost declarat sit de importanță comunitară în septembrie 2015 pentru a proteja 1 specie de plante. Situl a fost protejat și ca arie specială de conservare în octombrie 2017.

## Biodiversitate
Situată în ecoregiunea alpină, aria protejată conține 3 habitate naturale: Fânețe de joasă altitudine (Alopecurus pratensis, Sanguisorba officinalis), Pajiști panonice carstice (Stipo-Festucetalia pallentis), Pajiști uscate seminaturale și facies de acoperire cu tufișuri pe substraturi calcaroase (Festuco-Brometalia) (* situri importante pentru orhidee).
La baza desemnării sitului se află o specie protejată de  plante: Campanula serrata.